# Kościół Narodzenia Najświętszej Maryi Panny w Birkirkarze
Kościół Narodzenia Najświętszej Maryi Panny (malt. Knisja tal-Twelid tal-Verġni Marija, ang. Church of the Nativity of the Madonna), powszechnie znany jako il-Knisja tal-Vitorja (pol. Kościół Zwycięstwa) – niewielki rzymskokatolicki kościół w dzielnicy Has-Sajjied w Birkirkarze na Malcie. Wchodzi w skład parafii św. Heleny w tejże miejscowości.

## Historia

### Oryginalny kościół
Nie wiadomo kiedy powstał pierwszy kościół w tym miejscu. Po raz pierwszy wspomina o nim w swym raporcie delegat apostolski Pietro Dusina w 1575, pisząc iż był zbudowany na cmentarzu innego większego kościoła św. Anarda (Leonarda). Kościół został ponownie wymieniony w raporcie z wizyty duszpasterskiej biskupa Baldassare Cagliaresa w 1615.
Na podstawie dekretu z 1655, w marcu 1659 kościół został zdesakralizowany przez biskupa Miguela Balaguera i rozebrany. Związane to było z wydobywaniem w bardzo bliskim sąsiedztwie świątyni kamienia na budowę kościoła nazywanego dziś il-Knisja l-Qadima - starym kościołem. Po wygaśnięciu epidemii dżumy w 1676 kościół został odbudowany na tym samym miejscu.

### Istniejąca świątynia

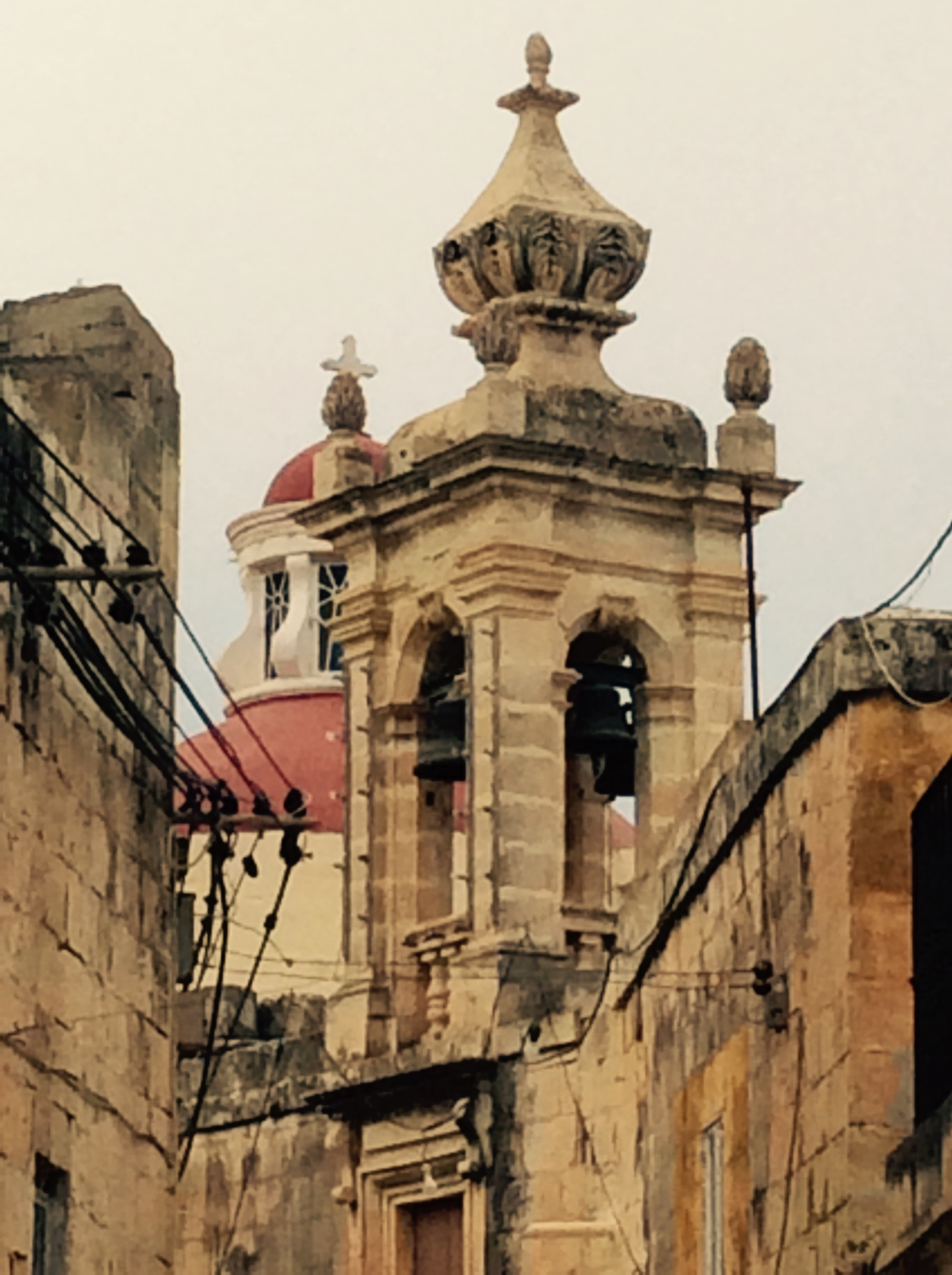
Dzwonnica kościoła; w głębi widoczna jest kopuła

W latach 1724–36 kościół został przebudowany do widocznej dziś postaci. Dodano doń kopułę, stąd nazywany był przez współczesnych La Rotunda.
W 1860 dobudowana została do kościoła zakrystia, zaś w 1895 postawiona została na niej niewielka dzwonnica z czterema dzwonami. Najstarszy z nich pochodzi z 1909, pozostałe to „Elena”, „Michelina” i największy „Marija Bambina” z 1965.
Kościół został konsekrowany 19 września 1944 przez biskupa Emanuela Galeę.

## Architektura

### Wygląd zewnętrzny
Fasada jest unikalna na Malcie, ponieważ ma portugalsko-hiszpańskie wpływy. Dwa długie filary w porządku toskańskim wspierają gzyms, który biegnie wokół budynku. Na szczycie fasady widnieje naczółek w stylu hiszpańskim wykonany z wielu przeciwstawnych krzywizn. Na końcach frontonu są dwie niskie kolumny z kamienną kulą na każdej z nich. Na środku frontonu znajduje się monogram Matki Bożej – litery A i M oznaczające „Ave Maria”. Centralnie umieszczone wejście ma profilowaną ramę, ponad którą znajduje się dzielony trójkątny fronton. Powyżej okno w kształcie krzyża greckiego; ono ma również profilowaną ramę.

### Wnętrze
Wnętrze kościoła przebudowane zostało w XVIII wieku w umiarkowanym stylu barokowym, na planie centralnym, z półkolistą apsydą ze sklepieniem konchowym, w której znajduje się ołtarz. Na ścianach filary porządku toskańskiego, z pendentywami i czterema łukami podtrzymującymi centralną kopułę. Ta ostatnia jest pomalowana motywami kwiatowymi i emblematami litanii do Matki Bożej, na pendentywach zaś przedstawieni są czterej ewangeliści.
Tytułowy obraz Narodzenie Najświętszej Dziewicy znajduje się na ścianie apsydy, za marmurowym ołtarzem. Choć nie wiadomo, kto go namalował, wydaje się pochodzić spod pędzla zdolnego maltańskiego malarza. Obraz powstał prawdopodobnie w latach 70. XVIII wieku. Przedstawia wizerunek Maryi, noworodka, trzymanego przez kobietę w asyście innych kobiet, oraz anioła trzymającego w ręku koronę z gwiazd, zstępującego na Matkę Bożą. Rodzice Maryi, św. Anna i św. Joachim są również widoczni. Obraz otacza piękna rama w stylu rokoko.

Koncha apsydy zdobiona jest rzeźbionymi złoconymi aniołami. Reszta kościoła jest również ozdobiona wieloma rzeźbami i złoceniami. Nad drzwiami znajduje się empora organowa, a po bokach ołtarza dwoje drzwi prowadzących do małej zakrystii. Na nich są dwa obrazy przedstawiające Serce Jezusa i Śmierć św. Józefa.
Wśród różnych rzeźb znajdujących się w kościele znajduje się figura św. Józefa i figura Niepokalanego Serca Maryi, dzieło rzeźbiarza Ġużeppe Cilii z 1860. Znajduje się tam również figura Matki Boskiej Bolesnej oraz rzeźba procesyjna z papier mâché autorstwa tego ostatniego. Korona na głowie Matki Bożej wykonana została w 1962 z filigranu. Posąg ozdobiony jest również srebrnymi promieniami.

## Święto patronalne
Święto patronalne obchodzone jest 8 września.

## Ochrona dziedzictwa kulturowego
27 sierpnia 2012 obiekt wpisany został na listę National Inventory of the Cultural Property of the Maltese Islands pod numerem 00267.